# Alain Manceau
Alain Manceau, né le 19 septembre 1955 à Valmondois dans le Val-d'Oise, est un minéralogiste environnemental et biogéochimiste français connu pour ses recherches sur la structure et la réactivité des oxydes nanoparticulaires de fer et de manganèse et des minéraux argileux, sur la chimie cristalline des métaux stratégiques et des terres rares, et sur la biogéochimie structurale du mercure.

## Biographie
Manceau est un ancien élève de l'École Saint-Martin-de-France à Pontoise, puis du lycée Henri-IV à Paris où il effectue ses classes préparatoires avant d'entrer à l'École normale supérieure de Saint-Cloud (aujourd'hui École normale supérieure de Lyon) en 1977. Il obtient l'agrégation de sciences naturelles en 1981, puis son doctorat en 1984 à l'université Paris VII (aujourd'hui université Paris-Cité) sous la direction de Georges Calas. Il effectue toute sa carrière académique au CNRS, d'abord comme chargé de recherche à partir de 1984, puis comme directeur de recherche de 1993 à 2022. De 1984 à 1992, il travaille à l'Institut de Minéralogie, de Physique des Matériaux et de Cosmochimie (IMMPC) à Paris, et de 1993 à 2022 à l'Institut des sciences de la Terre (ISTerre) de l'université Grenoble-Alpes. Il est nommé chercheur émérite CNRS à l'ENS-Lyon en 2022, et chercheur à l'Installation européenne de rayonnement synchrotron (ESRF) en 2023. En 1997, il est professeur invité à l'université de l'Illinois à Urbana-Champaign, puis professeur adjoint jusqu'en 2001. Il a été professeur invité à l'université de Californie à Berkeley de 2001 à 2002.

## Travaux scientifiques

### Minéralogie et géochimie de l'environnement
Les minéraux jouent un rôle clé dans le cycle biogéochimique des éléments chimiques à la surface de la Terre, les piégeant et les libérant dans le milieu naturel en réponse aux processus chimiques et biologiques. La recherche de Manceau dans ce domaine porte sur la structure des minéraux désordonnés (argiles, oxydes de fer et de manganèse, tels que la ferrihydrite et la birnessite), sur les réactions chimiques à leur surface au contact avec le milieu aqueux, et sur la  cristallochimie des métaux traces dans ces phases.
En 1993, il établit en collaboration avec Victor Drits un modèle structural de la ferrihydrite basé sur la modélisation du diffractogramme de rayons X. Ce modèle a été confirmé en 2002 par diffraction des neutrons, puis en 2014 par simulation de la fonction de distribution des paires (PDF) mesurée par diffraction des rayons X de haute énergie.

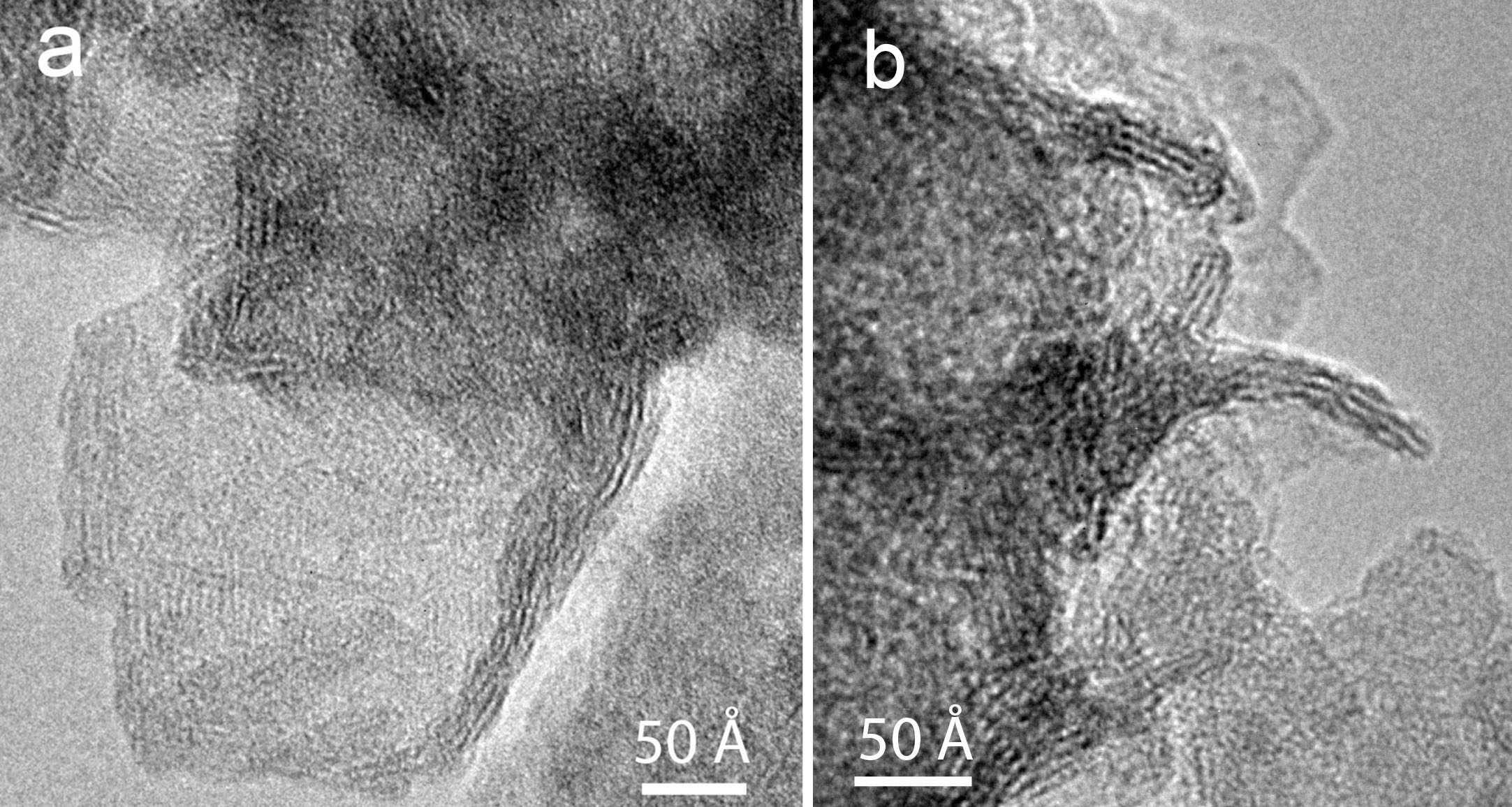
Image électronique de nanoparticules de ẟ-MnO_{2} vue parallèlement (a) et perpendiculairement (b) au plan de la couche.

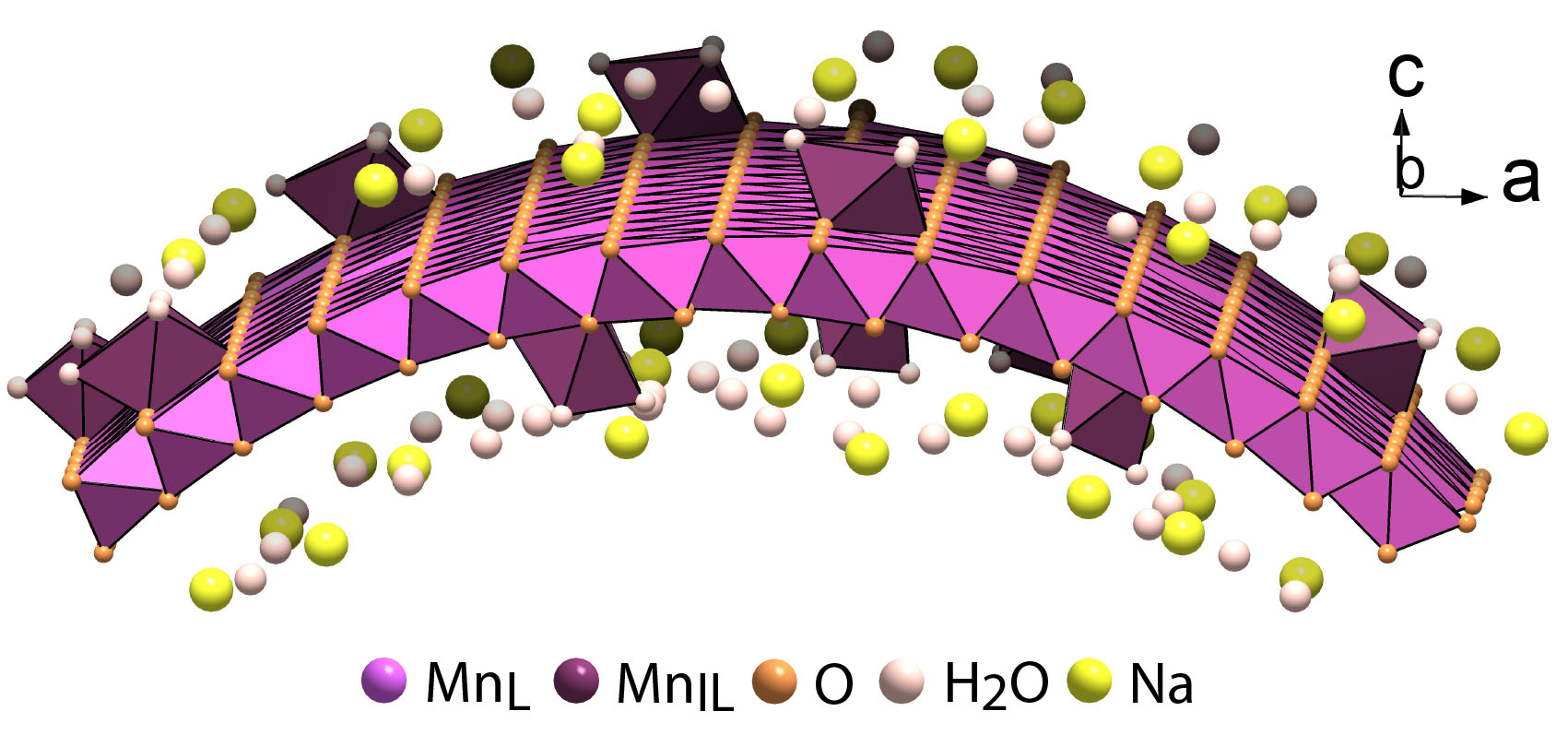
Structure d'un nanofeuillet de ẟ-MnO_{2}.

En 1997, il dirige avec Victor Drits la synthèse et la résolution de la structure de la birnessite hexagonale et monoclinique, puis ils ont démontré en 2002 que la forme monoclinique possède une distorsion triclinique,,. La forme hexagonale prévaut à la surface de la Terre et doit sa forte réactivité chimique à l'existence de substitutions hétérovalentes Mn4+-Mn3+-Mn2+ et de lacunes Mn4+ dans le feuillet MnO2. Les couples rédox Mn4+-Mn3+ et Mn3+-Mn2+ confèrent à ce matériau des propriétés d'oxydo-réduction utilisées en catalyse, en électrochimie, et dans le transfert d'électrons lors de la photo-dissociation de l'eau par le photosystème II, tandis que les lacunes sont des sites privilégiés pour l'adsorption des cations. Il a caractérisé et modélisé un certain nombre de réactions chimiques se produisant à la surface de la birnessite, dont celles de complexation des métaux de transition (Ni, Cu, Zn, Pb, Cd …), et d'oxydation de As3+ en As5+ , Co2+ en Co3+,, et Tl+ en Tl3+. L'adsorption oxydative du cobalt sur la birnessite conduit à son enrichissement d'un milliard de fois dans les nodules polymétalliques océaniques par rapport à l'eau de mer.
De 2002 à 2012, il applique les connaissances acquises sur la cristallochimie des métaux traces à la phytoremédiation des sols et sédiments contaminés et des sites miniers orphelins,,. Manceau contribue notamment à améliorer le procédé des Jardins Filtrants® de traitement des eaux usées et des matrices solides par phytolixiviation, phytoextraction et rhizofiltration développé par la société Phytorestore.
En 2022, il étend ses recherches sur la chimie cristalline des métaux traces à l'étude des mécanismes d'enrichissement des éléments stratégiques (terres rares, thallium, platine) dans les gisements océaniques. Les terres rares sont associées à la fluorapatite dans les sédiments marins, tandis que les métaux rédox sont piégés par oxydo-réduction au contact de la birnessite dans les nodules et les encroûtements polymétalliques.

### Biogéochimiestructurale dumercure

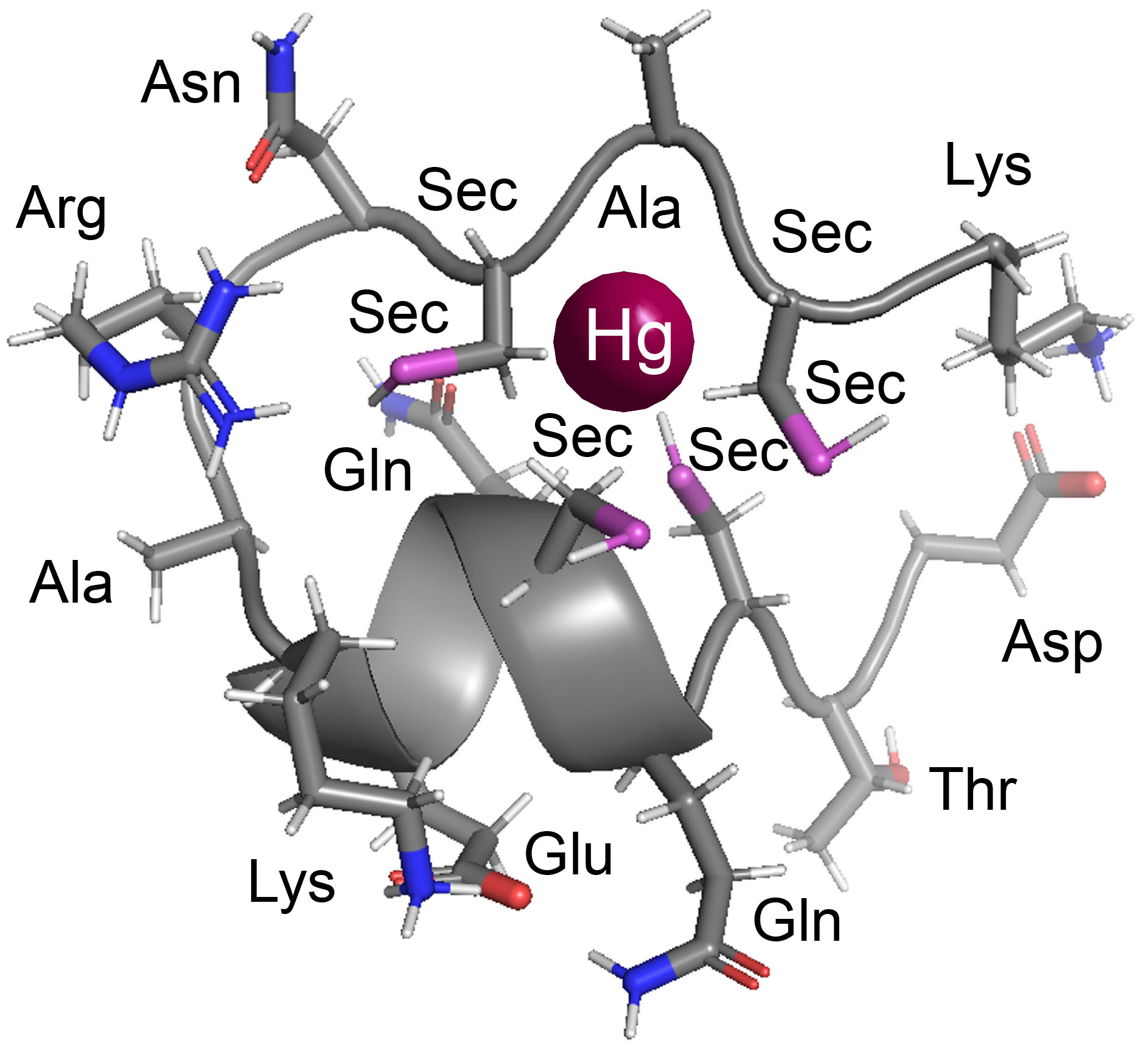
Site de liaison du mercure (Hg) dans la sélénoprotéine P d'un oiseau, le grèbe,.

Le mercure (Hg) est un polluant global à l'échelle planétaire, dispersé dans l'environnement par des sources naturelles, telles que les éruptions volcaniques et les incendies de forêt, et par les activités humaines, telles que la combustion du charbon, l'extraction de l'or et l'incinération des déchets industriels. Il est accumulé dans les chaînes trophiques aquatiques et terrestres sous forme de méthylmercure (MeHg), une toxine puissante qui affecte le fonctionnement du cerveau et du système reproducteur des animaux et des humains. La connaissance des processus internes de détoxication de MeHg dans les organismes vivants est essentiel pour protéger la faune sauvage et les humains, et concevoir des traitements contre l'intoxication au mercure.
Manceau conduit depuis 2015 des études fondamentales sur la biogéochimie structurale du mercure chez les bactéries, les plantes, les animaux et les humains en utilisant la spectroscopie d'émission de rayons X à l'ESRF. En 2021, il découvre que le grèbe élégant (Aechmophorus clarkii) et la sterne de Forster (Sterna forsteri) de Californie, le pétrel géant austral (Macronectes giganteus), le labbe polaire sud (Stercorarius maccormicki) de l'océan Austral, et le makaire bleu de Polynésie française détoxifient le complexe organique méthylmercure - cystéine (MeHgCys) en complexe inorganique mercure-sélénocystéine (Hg(Sec)4),,,. Quelques mois plus tard, il étend ce résultat au cétacé globicéphale à longues nageoires à partir de l'analyse de 89 tissus (foie, rein, muscle, cœur, cerveau) de 28 individus échoués sur les côtes d'Écosse et des îles Féroé.
Ces recherches mettent en lumière la manière dont les oiseaux, les cétacés et les poissons détoxifient le méthylmercure. La déméthylation du complexe MeHgCys en Hg(Sec)4 est catalysée par la sélénoprotéine P (SelP) au sein de laquelle nucléent des clusters de Hgx(Sec,Se)y qui ensuite croissent probablement par auto-assemblage de SelP mercurées, comme cela est courant dans les processus de biominéralisation, pour in fine former des cristaux de séléniure de mercure (HgSe), inertes et non toxiques.
Le complexe Hg(Sec)4-SelP était le principal « chaînon manquant » dans la réaction chimique qui permet aux animaux de survivre à des teneurs élevées en mercure. Cependant, comme Hg(Sec)4 a un rapport molaire sélénium/mercure de 4:1, quatre atomes de sélénium sont nécessaires pour détoxifier un seul atome de mercure. Ainsi, le composé Hg(Sec)4 épuise de manière significative la quantité de sélénium biodisponible. Une carence en sélénium peut avoir des répercussions sur le fonctionnement du cerveau et du système reproducteur des animaux car les sélénoprotéines interviennent dans les réactions antioxydantes du cerveau et des testicules. Ses travaux sur l'antagonisme Hg-Se lui ont valu le ES&T 2021 Best Paper Award.
Toujours en 2021, il montre que la réaction de déméthylation MeHgCys → Hg(Sec)4 + HgSe s'accompagne du fractionnement des isotopes 202Hg et 198Hg, notés ẟ202Hg. Le fractionnement ẟ202Hg mesuré sur un tissu animal (ẟ202Hgt ) est la somme des fractionnements des espèces MeHgCys, Hg(Sec)4 et HgSe qu'il contient, pondérée par leur abondance relative :
ẟ202Hgt = {\textstyle \sum }f(Spi)t × ẟ202Spi
où ẟ202Spi est le fractionnement de chaque espèce chimique, et f(Spi) leur abondance relative, ou fraction molaire. Manceau et ses collaborateurs ont montré que ẟ202Spi peut être obtenu par inversion mathématique des données spectroscopiques et isotopiques,.
Les résultats croisés de ces deux techniques sur les oiseaux et cétacés indiquent que le méthylmercure alimentaire et le complexe Hg(Sec)4-SelP sont distribués dans tout l'organisme via le système circulatoire avec cependant une hiérarchie dans le pourcentage tissulaire de chaque espèce. L'essentiel du processus de détoxication est effectué par le foie, tandis que le cerveau, particulièrement sensible aux effets neurotoxiques du mercure, se distingue des autres tissus par une faible concentration en mercure et une forte proportion de HgSe inerte. Ces résultats semblent transposables à l'espèce humaine.

## Publications
Alain Manceau a publié plus de 200 articles scientifiques totalisant plus de 24 000 citations (indice h ≥ 90). En 2020, il a été classé 111e sur un total de 70 197 chercheurs en géochimie/géophysique dans une étude bibliométrique réalisée par l'université Stanford avec la base de données Elsevier Scopus.

## Récompenses et honneurs
- 1989, médaille de bronze du CNRS
- 2002, Membre Fellow, Société américaine de minéralogie (MSA)[31].
- 2003, prix Brindley, The Clay Minerals Society (CMS)[32].
- 2006, prix George-Brown, Société minéralogique de Grande-Bretagne et d'Irlande[33].
- 2010, médaille d'argent du CNRS.
- 2011, EcoX Équipex[34].
- 2022, membre élu de l'Academia Europaea[35].
- 2022, Advanced Grant, Conseil européen de la recherche (ERC)[36].
- 2022, prix du meilleur article 2021 à ES&T [37].
- 2023, prix Léon-Lutaud et médaille Georges-Millot, Académie des sciences (France)[38].

## Vidéos
- La phytotechnologie d'aujourd'hui et de demain : remèdes contre la contamination des sols et de l'eau
- De l’Antarctique à la Californie : comment les oiseaux détoxifient le mercure